# Pogradec (district)
Pogradec (Albanees: Rrethi i Pogradecit) is een van de 36 districten van Albanië. Het heeft 71.000 inwoners (in 2004) en een oppervlakte van 725 km². Het district ligt in het oosten van het land in de prefectuur Korçë. De hoofdstad van het district is de stad Pogradec.

## Gemeenten
Pogradec telt acht gemeenten.
- Buçimas
- Çërravë
- Dardhas
- Pogradec (stad)
- Proptisht
- Trebinjë
- Udënisht
- Velçan

## Bevolking
In de periode 1995-2001 had het district een vruchtbaarheidscijfer van 2,54 kinderen per vrouw, hetgeen hoger was dan het nationale gemiddelde van 2,47 kinderen per vrouw.
Berat · Bulqizë · Delvinë · Devoll · Dibër · Durrës · Ëlbasan · Fier · Gjirokastër · Gramsh · Has · Kavajë · Kolonjë · Korçë · Krujë · Kuçovë · Kukës · Kurbin · Lezhë · Librazhd · Lushnjë · Malësi e Madhe · Mallakastër · Mat · Mirditë · Peqin · Përmet · Pogradec · Pukë · Sarandë · Skrapar · Shkodër · Tepelenë · Tirana · Tropojë · Vlorë